# ナンバー・ワンズ (ビデオ)
『ナンバー・ワンズ』（Number Ones）は、アメリカ合衆国のミュージシャン、マイケル・ジャクソンのショートフィルムを集めたDVD。

## 内容
全世界で1位となった楽曲だけで構成されている。収録作品についてはアルバム『ナンバー・ワンズ』とほぼ同様である。
「マン・イン・ザ・ミラー」・「ダーティー・ダイアナ」はビデオ初収録。その他の楽曲についても新たなバージョンのものがある。
US版の『ナンバー・ワンズ』に収録されているビデオが本作に収録されているため、日本版にはなかった「マン・イン・ザ・ミラー」もこのDVDに収録されている。
「ブラッド・オン・ザ・ダンス・フロア」は、「ヒストリー・オン・フィルム VOLUME II」に収録されているショート・フィルムとは異なり、オリジナル・バージョンが収録されている。

## 収録作品
1. 今夜はドント・ストップ
2. ロック・ウィズ・ユー
3. ビリー・ジーン
4. 今夜はビート・イット
5. スリラー
6. バッド
7. ザ・ウェイ・ユー・メイク・ミー・フィール
8. マン・イン・ザ・ミラー
9. スムーズ・クリミナル
10. ダーティー・ダイアナ
11. ブラック・オア・ホワイト
12. ユー・アー・ナット・アローン
13. アース・ソング
14. ブラッド・オン・ザ・ダンス・フロア
15. ユー・ロック・マイ・ワールド